# Maniola griseoargentaceae
Maniola griseoargentaceae är en fjärilsart som beskrevs av Charles Oberthür 1909. Maniola griseoargentaceae ingår i släktet Maniola och familjen praktfjärilar. Inga underarter finns listade i Catalogue of Life.